# نادي العدالة (العراق)
نادي العدالة الرياضي هو نادي كرة قدم عراقي مقره الشعب، بغداد، يلعب في الدوري العراقي الدرجة الثانية.